# 帕夫洛斯·梅拉斯市镇
帕夫洛斯·梅拉斯市镇（希臘語：Παύλος Μελάς）是希腊中马其顿大区塞萨洛尼基专区的市镇，行政中心为斯塔夫鲁波利斯。市镇面积为23.763平方公里，2021年人口数量为100,194人。
此市镇设立于2011年地方政府改革中，由原3个市镇合并而成，原市镇则成为此市镇的3个市区。